# رأس مصطفى
رأس مصطفى (ذكره سترابون باللغة اليونانية باسم: Ταφῖτις ἄκρα، وهو باللاتينية: Taphitis promontorium) أحد الرؤوس على الساحل الشرقي للبلاد التونسية، ويقع بشمال شرقي ولاية نابل، قرب مدينتي قليبيةوحمام الأغزاز